# HMS Jersey (F72)
Pour les autres navires du même nom, voir HMS Jersey.
Le HMS Jersey est un destroyer de classe J en service dans la Royal Navy pendant la Seconde Guerre mondiale.
Le Jersey est mis sur cale aux chantiers navals J. Samuel White de Cowes (île de Wight) le 20 septembre 1937, il est lancé le 26 septembre 1938 et mis en service le 28 avril 1939.

## Historique
Après sa mise en service, le Jersey opère depuis Portland jusqu'en juillet 1939. Le 12 août 1939, il rejoint la 7e flottille de destroyers (Home Fleet), basée à Scapa Flow, dans les îles Orcades.
Le 7 décembre 1939, le Jersey est torpillé au large de Norfolk par le destroyer allemand Z 12 Erich Giese, qui revenait d'une mission de mouillage de mines. Dix membres d'équipage sont tués et le navire est endommagé. Le Jersey est remorqué jusqu'à Humber et réparé, retournant au service actif que le 28 octobre 1940.
Le 2 mai 1941, le Jersey heurte une mine italienne larguée par avion au large du port de Malte et coule à proximité du brise-lames de Grand Harbour. Trente-cinq membres d'équipage sont tués dans le naufrage.
Lorsqu'il a coulé, l'épave bloquait l'entrée de Grand Harbour, signifiant que tout trafic maritime était impossible pendant plusieurs jours. Les destroyers Kelly, Kelvin et Jackal furent bloqués au port jusqu'à ce que l'épave soit renflouée.
Le 5 mai, l'épave s'est divisée en deux parties. Ce n'est qu'après 1946 que la section arrière fut dégagée de l'entrée, suivant une série de démolitions contrôlées effectuées entre 1946 et 1949. D'autres travaux de récupération et de déblaiement ont été effectués en 1968 afin d’améliorer la sécurité pour les navires de plus grand tonnages.